# Ramana (Aserbaidschan)

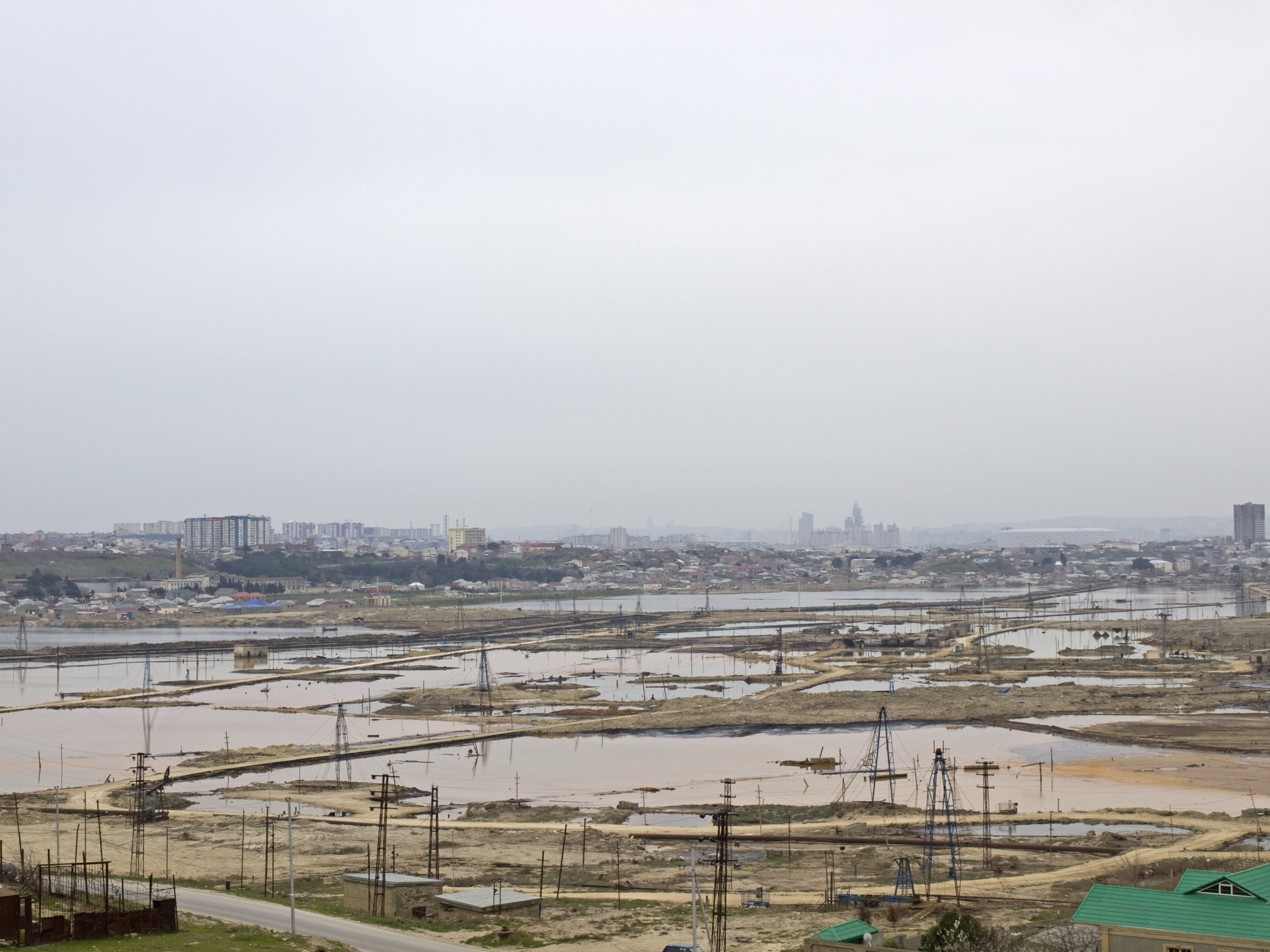
Ölfelder von Ramana

Ramana ist eine Siedlung (qəsəbə) auf der Halbinsel Abşeron in Aserbaidschan. Sie gehört zum Stadtbezirk Sabunçu der Hauptstadt Baku. Der Ort hat 13.000 Einwohner (Stand: 2021).
Der Ort wurde möglicherweise von der römischen Armee unter Lucius Julius Maximus, der Legio XII Fulminata, zwischen 84 und 96 n. Chr. gegründet. In Ramana befinden sich die Burg von Ramana und eine Moschee aus dem Jahr 1323. 
Im Mai 2007 wurde ein neuer Ortsteil fertiggestellt, in dem vor allem Flüchtlinge aus Bergkarabach leben.